# Jan Musiał (ur. 1955)
Jan Wiesław Musiał (ur. 5 lutego 1955 w Bochni) – polski polityk i samorządowiec, poseł na Sejm VI kadencji.

## Życiorys
Ukończył studia w Prywatnej Wyższej Szkole Ochrony Środowiska w Radomiu. Od 1989 prowadził własną działalność gospodarczą. W latach 1996–1998 sprawował mandat radnego Brzeska. W 1998 został powołany na stanowisko burmistrza Brzeska. Ponownie był wybierany na tę funkcję w wyborach bezpośrednich w 2002 i 2006 (otrzymywał poparcie ze strony Prawa i Sprawiedliwości).
Należał do Ruchu Społecznego AWS, następnie pozostawał przez kilka lat bezpartyjny. W wyborach parlamentarnych w 2007 uzyskał mandat poselski z listy Platformy Obywatelskiej, otrzymując w okręgu tarnowskim 7705 głosów. W lutym 2008 przystąpił do PO, stając na czele nowo utworzonego koła tej partii. W wyborach w 2011 bezskutecznie ubiegał się o reelekcję. W tym samym roku został wiceprezesem zarządu Wojewódzkiego Funduszu Ochrony Środowiska i Gospodarki Wodnej w Krakowie. W wyborach w 2015 ponownie bez powodzenia kandydował do Sejmu. Później obejmował dyrektorskie stanowiska w jednostkach służby zdrowia.
W 2018 został wybrany na radnego powiatu brzeskiego. Z listy Koalicji Obywatelskiej wystartował następnie w wyborach parlamentarnych w 2023.

## Odznaczenia
W 2013 otrzymał Srebrny Krzyż Zasługi.